# ژان-مارک روبیر
ژان-مارک روبیر (فرانسوی: Jean-Marc Rebière‎؛ زادهٔ ۱۷ نوامبر ۱۹۵۲) دوچرخه‌سوار اهل فرانسه است.